# Император Анко
Император Анко (яп. 安康天皇 анко: тэнно:) — 20-й император Японии, правивший с 28 января 454 по 24 сентября 456 года. Личное имя — Анахо.

## Жизнеописание
Нет точных дат жизни и царствования этого императора, но традиционно временем его правления считаются 453-456 годы.
Согласно текстам Кодзики и Нихон сёки Анко был вторым сыном императора Ингё. Его старший брат принц Кинаси но Кару был наследником императора Ингё, но из-за кровосмесительной связи со своей сестрой, Кару-но Ойрацумэ, Кинасикару был лишён права наследования. После неудачной попытки сместить Анко с помощью воинов Кинасу-но Кару (и его сестра-любовница) были изгнаны и покончили с собой.
Во время правления Анко его титул не включал слова тэнно, большинство историков считают, что этот титул не употреблялся до начала правления императора Тэмму. Скорее всего его титул звучал как Сумэрамикото или Амэносита Сиросимэсу Окими (治天下大王), означавший: «великий царь, управляющий всем под небесами.» По другому варианту Анко мог именоваться как «Великий правитель Ямато.»
Анко был убит на третьем году своего правления принцем Маёва-но Окими в отместку за расправу над его отцом.
Фактическое место захоронения Анко неизвестно. Император Анко традиционно почитается в синтоистском храме в префектуре Нара. Управление Императорского двора Японии отмечает этот храм как мавзолей императора Анко. Официально он называется Сугавара но Фусими но ниси мисасаги.